# Municipio de Perry (condado de Lawrence, Indiana)
El municipio de Perry (en inglés: Perry Township) es un municipio ubicado en el condado de Lawrence en el estado estadounidense de Indiana. En el año 2010 tenía una población de 2259 habitantes y una densidad poblacional de 24,45 personas por km².

## Geografía
El municipio de Perry se encuentra ubicado en las coordenadas 38°57′39″N 86°37′57″O / 38.96083, -86.63250. Según la Oficina del Censo de los Estados Unidos, el municipio tiene una superficie total de 92.41 km², de la cual 92,31 km² corresponden a tierra firme y (0,11 %) 0,1 km² es agua.

## Demografía
Según el censo de 2010, había 2259 personas residiendo en el municipio de Perry. La densidad de población era de 24,45 hab./km². De los 2259 habitantes, el municipio de Perry estaba compuesto por el 97,7 % blancos, el 0,31 % eran afroamericanos, el 0,44 % eran amerindios, el 0,53 % eran asiáticos, el 0,18 % eran de otras razas y el 0,84 % eran de una mezcla de razas. Del total de la población el 0,89 % eran hispanos o latinos de cualquier raza.